# Myrina fontainei
Myrina fontainei är en fjärilsart som beskrevs av Henry Stempffer 1961. Myrina fontainei ingår i släktet Myrina och familjen juvelvingar. Inga underarter finns listade i Catalogue of Life.